# René Bouscat
René Bouscat (Thuir, 7 settembre 1891 – Parigi, 22 giugno 1970) è stato un generale francese, già distintosi come ufficiale nel corso della prima guerra mondiale.
Trasferito in Africa, fu comandante dell'aviazione dell'Africa Occidentale Francese, dell'aeronautica del Marocco, e partecipò come vicecomandante alla Croisière Noire, che effettuò un volo di 25.000 km attraverso le colonie francesi dell'Africa, dall'8 novembre 1933 al 15 gennaio 1934, sotto la guida del generale Joseph Vuillemin. Diede grande impulso all'aviazione coloniale francese, aprendo collegamenti aerei per il trasporto dei passeggeri e della posta. Fu comandante della 1ª Regione aerea, capo del gabinetto militare del Ministro dell'aviazione Guy La Chambre, comandante della 5ª Regione aerea. Capo di stato maggiore dell'Armée de l'air dal 23 ottobre 1939, fu nominato comandante della Zone d'Opérations Aériennes de l'Est (ZOA Est) nel febbraio 1940.
Dopo la firma dell'armistizio di Compiègne assunse il comando della regione aerea della Tunisia e poi dell'Algeria e fu posto in congedo amministrativo dal governo di Vichy il 16 ottobre 1940. Entrò nella resistenza e nel 1942 divenne membro della rete Alliance come capo del ramo algerino. Dopo l'Operazione Torch rientrò in servizio attivo, entrando nella FAFL a Londra nell'aprile 1943, e fu nominato comandante dell'aeronautica francese in Nord Africa e in Africa Occidentale Francese il 5 giugno 1943. Capo di stato maggiore generale delle forze aeree francesi, promosso generale d'armata aerea, realizzò la fusione delle Forze Aeree della Francia libera con quelle presenti nel Nord Africa. Dal 3 novembre 1944 al 19 luglio 1945 fu Ispettore generale dell'Armée de l'air e comandante in capo delle Forze Aeree operative. Dal 20 luglio 1945 al 28 febbraio 1946 ricoprì l'incarico di Ispettore generale dell'aeronautica militare e dal 28 febbraio 1946 al 7 settembre dello stesso anno fu Ispettore generale dell'aeronautica militare e capo di stato maggiore dell'Armée de l'air, venendo posto in congedo definitivo quando lasciò l'incarico. Fu insignito della Gran croce della Legion d'onore e della Médaille militaire a titolo eccezionale per il suo stato di servizio. All'epoca aveva più di 4.000 ore di volo al suo attivo.

## Biografia
Nacque nel villaggio di Thuir, Pirenei Orientali, il 7 settembre 1891, figlio di Jean François Étienne e Thérèse Françoise Nuria Sistach. In giovane età ottenne una borsa di studio per continuare i suoi studi presso la scuola elementare superiore di Rambouillet, il 6 aprile 1905. Nel 1911 fu arruolato nell'Armée de terre ed assegnato al 146º Reggimento fanteria di Toul il 12 ottobre 1912. Promosso caporale il 15 aprile 1913, divenne sottotenente della riserva il 29 marzo 1914, venendo posto in congedo il 1º agosto. Il giorno dopo, all'atto della mobilitazione generale, fu richiamato in servizio attivo ed assegnato al 124º Reggimento di fanteria, presso la caserma di Chartres. Promosso tenente il 16 novembre 1914, dopo essersi distinto in un combattimento notturno nella notte tra l'8 e il 9 dicembre ottenne una citazione all'ordine del giorno del IV Corpo d'armata. Trasferito al 102º Reggimento fanteria, rimase ferito alla mano da una scheggia a Perthes, il 19 febbraio 1915, e poi nuovamente ferito da una scheggia, questa volta al cuoio capelluto, ad Auberive, il 25 settembre. Ebbe una nuova citazione all'ordine del giorno per essersi distinto nei giorni precedenti la seconda battaglia della Champagne. Distaccato presso il centro di addestramento dei mitraglieri di Le Mans come sostituto del capitano Guilbert il 16 agosto 1916, diventò comandante della 60ª Compagnia mitraglieri da posizione del 30º Reggimento fanteria territoriale il 13 ottobre. Rimase gravemente ferito da una scheggia alla testa a Massignes l'11 novembre 1916 e non poté più riprendere il suo incarico, reso inabile al servizio nella fanteria. Assegnato, dietro sua domanda, all'Aéronautique Militaire in qualità di osservatore dall'aeroplano, il 4 dicembre 1916, dopo un periodo di addestramento presso la scuola di osservatori, fu inviato ad un corso di tiro presso la scuola di tiro aereo di Cazaux e vi rimase fino al 4 gennaio 1917. Al termine dell'addestramento fu assegnato come osservatore alla Escadrille F 72 e rimase presso questa unità dal 7 gennaio al 12 luglio 1917. Fu poi trasferito alla sezione fotografica della Ve Armée (18 giugno-12 luglio 1917), venendone nominato comandante; ricoprì questo incarico dal 12 luglio (data in cui fu promosso capitano della riserva e subito trasferito in servizio permanente effettivo) al 24 dicembre 1917. Conseguì il brevetto di pilota militare n° 9281, direttamente presso l'aeronautica della Ve Armée, il 16 ottobre 1917. Sposò Marie Louise Adrienne Huin, nel XVIII municipio di Parigi, il 21 maggio 1918. Durante le operazioni aeree dal giugno al settembre 1918 si distinse nuovamente in azione, ottenendo la quarta citazione all'ordine del giorno.
Mandato al centro d'aviazione di Holay-la-Neurec il 15 dicembre 1918, poi alla 12ª compagnia di lavoratori dell'aviazione/DPTA il 6 febbraio 1919, fu inviato al 2º Gruppo d'aviazione di Lione-Bron, prima della sua assegnazione in Oriente, il 13 maggio 1919. Assegnato al servizio aeronautico dell'Armée d'Orient a Costantinopoli il 30 maggio 1919, si imbarcò a Marsiglia il 6 giugno e sbarcò a Costantinopoli il 15 dello stesso mese. In forza all'aeronautica dell'Armée du Danube il 18 giugno, fu nominato Cavaliere della Legion d'onore il 6 luglio. Fu nominato comandante del centro Stéphana il 30 agosto 1919 ed assegnato al 54º Reggimento fanteria; fu mantenuto distaccato presso l'aeronautica militare il 22 gennaio 1920. Diventò assistente tecnico e secondo in comando dell'aeronautica dell'Armée d'Orient il 27 febbraio e fu in missione nel Caucaso dal 31 marzo al 6 maggio 1920. Fu classificato come ufficiale non aeronautico ed assegnato al 1º Reggimento d'aviazione d'osservazione il 25 maggio 1920. Trasferito al 35º Reggimento d'aviazione, fu evacuato a Costantinopoli il 6 maggio 1921, rientrando in Francia.
Il 20 luglio 1937 fu assegnato in servizio al 37º Reggimento d'aviazione d'osservazione, di base in Marocco. Si distinse durante la guerra del Rif, partecipando a numerose azioni belliche.
Il 2 settembre 1927, insieme al tenente Ténot, su velivolo Potez, volò dall'aeroporto di Parigi-Le Bourget a Copenaghen in 3 ore e 40 minuti. Dal 7 giugno al 21 luglio 1927 seguì i corsi per divenire comandante e fu poi assegnato all'Ispettorato degli equipaggiamenti aeronautici e degli impianti tecnici, distaccato presso la 12ª direzione del Ministero della guerra, il 22 aprile 1927. Ricoprì anche l'incarico di direttore della divisione tattica presso l'École d'aéronautique di Versailles nel 1927. Si risposò con Pauline Darmon nel XII municipio di Parigi il 6 luglio 1927.
Messo a disposizione del Ministero delle colonie, il 6 luglio 1928 fu nominato comandante dell'aeronautica dell'Africa Occidentale Francese (AOF), trasferito al 34º Reggimento d'aviazione di stanza in Mauritania. Volando su un Potez 25 TOE, insieme al meccanico sergente Bidaud, dal 3 al 16 dicembre 1928 effettuò un giro d'ispezione partendo da Dakar e, via Tambacounda, Kayes, Bamako, Mopti, Timbuctù, Gao, raggiunse Niamey, dopo aver percorso 6.000 chilometri in 36 ore e 20 minuti di volo. Nel marzo 1929 compì un volo di 12.500 km al comando di tre Potez 25TOE, decollando da Dakar e via Bamako, Ouagadougou, Niamey, Zinder, N'guigmi (Ciad), Bilma, raggiunse Seguedine, ritornando a Dakar via Bilma, N'Guigmi, Zinder, Niamey, Gao, Timbuctù, Bamako in 80 ore di volo. Assegnato, dal settembre 1930 al dicembre 1932, come chef-adjoint al gabinetto militare del Ministro dell'aviazione Jacques Louis Dumesnil, partecipò al giro d'ispezione dei centri aeronautici francesi in Africa, incominciato il 4 aprile 1931 e durato tre settimane, volando a bordo di un Breguet Bre 19TR Grand Raid pilotato da Dieudonné Costes. Partiti da Le Bourget, via Colomb-Béchar, gli aerei attraversarono il Sahara per Ouillen, Reggane, Gao, Timbuctù, Kayes, Dakar, e rientrarono via Port Etienne, Capo Juby, Marrakech e Fez. Fu promosso tenente colonnello il 25 giugno 1931 e illustrò la situazione dell'aviazione coloniale al Congresso nazionale dell'aeronautica coloniale tenutosi dal 5 al 10 ottobre 1931.
Il 14 maggio 1932 vinse la Coppa Bibesco, insieme al Cne. Tavera, volando, ai comandi di un Breguet Bre 330, da Parigi a Bucarest e coprendo i 2.000 km in 9 ore 39'. Durante il volo di ritorno batté nuovamente il record, coprendo la medesima distanza in 8 ore 33'. In servizio allo stato maggiore generale delle forze aeree, l'8 febbraio 1933 gli fu assegnato il compito di realizzare un collegamento postale con aerei e personale militare, tra Algeri e il Ciad, via Reggane, Gao, Niamey, Zinder. Il compito era di realizzare un collegamento postale a settimana per tre mesi. Il 25 febbraio 1933 effettuò il primo collegamento di prova, volando su velivolo Breguet Bre 330, decollando dall'aeroporto di Le Bourget e via Algeri arrivò a Zinder insieme a suo fratello, il sergente meccanico Jean Bouscat. Il primo volo operativo fu compiuto decollando da Algeri il 14 marzo e arrivando a Zinder il 18 dello stesso mese. 
Assegnato al 37º Reggimento d'aviazione il 26 agosto, venne nominato comandante in seconda della Croisière Noire, che effettuò un volo di 25.000 km attraverso le colonie francesi dell'Africa dall'8 novembre 1933 al 15 gennaio 1934. Venticinque Potez 25 TOE parteciparono a questo volo, condotto sotto la guida del generale Joseph Vuillemin, comandante dell'aviazione del Marocco. Venne promosso colonnello il 25 dicembre 1933.
Il 24 marzo 1934 si imbarcò a Marsiglia per il Marocco, sbarcando a Casablanca il 26 dello stesso mese. Tra il 26 e il 29 ottobre guidò la 1ère Escadrille del 37º Reggimento d'aviazione del Marocco in un raid da Rabat a Tunisi, sorvolando il sud dell'Algeria e il sud della Tunisia. Il 15 novembre fu nominato comandante dell'aeronautica del Marocco e il 27 dicembre dello stesso anno comandante della 1ª Demi-brigade aerea. La sua seconda moglie, Pauline Darmon, fu assassinata da un caporale marocchino che serviva da ordinanza e i suoi funerali si tennero a Rabat il 1º aprile 1935. Ottenne il certificato di idoneità ai compiti di comandante il 13 maggio 1935. Ricevette la bandiera di guerra della 3éme Escadre e la presentò ufficialmente all'unità, a Marrakech, il 16 luglio 1935.
Comandò una missione effettuata da 27 aerei da Meknès a Marrakech per partecipare a delle manovre militari nella regione di Orano il 3 ottobre. Nel mese di novembre effettuò una ricognizione con sei aerei del 2ème Groupe du sud-marocain sulla rotta Marocco-Niger per segnare il collegamento aereo tra il Marocco e l'AOF. Arrivato a Taoudeni, incontrò Georges Pelletier-Doisy, comandante dell'aviazione dell'AOF. 
Frequentati i corsi presso il Centro di Studi Superiori Aeronautici (Centre des Hautes Études Aériennes) dal 25 giugno 1936, divenne comandante della École de l'Air di Versailles il 1º luglio. Assunse il comando delle scuole di volo di Versailles e di Villacoublay e venne nominato generale di brigata il 20 ottobre 1936.
Nominato comandante interinale della 1ª Regione aerea l'11 settembre 1937, tre giorni dopo sposò Blanche Léonie Chrétien a Issy-les-Moulineaux. Divenne comandante effettivo della 1ª Regione aerea il 5 ottobre 1937 e poi capo del gabinetto militare del Ministro dell'aviazione Guy La Chambre dal gennaio 1938 al 13 giugno 1939.
Promosso generale di divisione nel maggio 1939, il 13 giugno assunse il comando interinale della 5ª Regione aerea e divenne Ispettore generale, ad interim, delle forze aeree d'oltremare, con quartier generale ad Algeri. Il 25 luglio assunse il comando effettivo della 5ª Regione aerea e fu promosso generale di corpo d'armata aerea il 10 settembre, a seconda guerra mondiale già iniziata. Capo di stato maggiore dell'Armée de l'air dal 23 ottobre, fu nominato comandante della Zone d'Opérations Aériennes de l'Est (ZOA Est) nel febbraio 1940.
Dopo la firma dell'armistizio di Compiègne assunse il comando della regione aerea dell'Algeria, e fu posto in congedo amministrativo dal governo di Vichy il 16 ottobre 1940. Entrò nella resistenza e nel 1942 divenne membro della rete Alliance come capo del ramo algerino.
Dopo lo sbarco degli Alleati in Nord Africa (Operazione Torch) rientrò in servizio attivo il 15 marzo 1943. Entrò nella FAFL a Londra nell'aprile 1943 e fu nominato comandante dell'aeronautica francese in Nord Africa e in Africa Occidentale Francese il 5 giugno. Il 1º giugno divenne capo di stato maggiore generale delle forze aeree francesi e l'11 novembre fu promosso generale d'armata aerea. Fu lui a realizzare la fusione delle Forze Aeree della Francia libera con quelle presenti nel Nord Africa. Fu Ispettore generale dell'Armée de l'air e comandante in capo delle Forze Aeree operative dal 3 novembre 1944 al 19 luglio 1945. Il 16 luglio 1945 venne insignito della Gran croce della Legion d'onore, con relativa Croix de guerre 1939-1945. Dal 20 luglio 1945 al 28 febbraio 1946 ricoprì l'incarico di Ispettore generale dell'aeronautica militare e dal 28 febbraio 1946 al 7 settembre dello stesso anno fu Ispettore generale dell'aeronautica militare e capo di stato maggiore dell'Armée de l'air, venendo posto in congedo definitivo quando lasciò l'incarico. A titolo eccezionale venne insignito della Médaille militaire. Nel 1967 diede alle stampe il libro De Gaulle-Giraud, dossier d'une mission'. Si spense a Parigi, presso l'Hôpital d'instruction des armées du Val-de-Grâce, il 22 giugno 1970. La salma fu successivamente tumulata nel cimitero comunale di Autrey-lès-Gray.

## Pubblicazioni
- Étude sommaire sur l'aviation marchande française, Éditions Ailes de France, 1942.
- Quête malhabile, Éditions du Scorpion, 1961.
- De Gaulle - Giraud, dossier d'une mission, Flammarion, Paris, 1967.

### Annotazioni
1. ↑  Secondo alcune fonti si ammalò di malaria.
2. ↑  Salpò da Marsiglia il 10 novembre per sbarcare a Casablanca quattro giorni dopo. A Rabat il 15 novembre entrò in servizio presso la 2ème Escadrille (ex Escadrille VR 555), equipaggiata con i Breguet Bre 14A2.
3. ↑  Gli equipaggi erano composti da Cdt. Bouscat /Sgt. Bidaud (meccanico), Cne. Lafosse/Sgt. Sol (meccanico), Cne. Gaillard/Sgt. Dagay (meccanico).
4. ↑  Quattro Breguet 19 accompagnarono il velivolo del Ministro, due XXX a motore Hispano-Suiza da 500 CV pilotati dal Cdt. Bouscat e dal Cne, Tavera e due BR 19 A2 à motore Lorraine 12 Ed "Courlis" a 12 cilindre a W da 450 CV pilotati dal Col. Vuillemin e dal Cdt. de Turenne.

### Fonti
1. ↑  (FR) Actes de décès dans le cinquième arrondissement de Paris du 14 avril 1970 (acte n° 235)  au 29 juillet 1970 (acte n° 475), su archives.paris.fr,  p. 22. URL consultato il 24 luglio 2022.
2. 1 2 3 4 5 6 7 8 9  Generals.
3. 1 2 3 4 5 6 7 8 9 10 11 12 13 14 15 16 17 18 19 20 21  Beilot 2001, p. 193.
4. 1 2 3 4 5 6 7 8 9 10 11 12 13 14 15 16 17 18 19 20 21 22 23 24 25 26 27 28 29 30 31 32 33 34 35 36 37  Albin Denis.
5. 1 2 3 4 5 6 7  Leonore.